# Людмила Філіпова
Людмила Філіпова - болгарська письменниця.

## Біографія
Є онукою прем'єр-міністра Гриші Філіпова та дочкою його старшого сина Орліна.
Вона закінчила Університет національного та світового господарства та навчалася на магістратурі в Міжнародній вищій школі бізнесу в Правці за програмою американського університету City University, Сіетл.
Працювала спеціалісткою у сфері маркетингу, PR та медіа в компаніях SAP Bulgaria (менеджер з маркетингу), BDA Bulgaria (консультант з розвитку бізнесу), ІТ-мережі Multirama (менеджер з маркетингу), медичній компанії Medimag-MS (комерційний директор), рекламному агентстві Desiderata (керуючий директор), телеканалах 7 днів, Triada, головним редактором журналу Маркетинг та медіа. Публікувала статті та аналітичні роботи в газеті Монітор, 24 години, Новинар, Економічне життя, журналі Тема, журналі Businessweek Bulgaria та інших.
У 2004 році стала членкинею оргкомітету партії Новий час.
У 2012 році була серед чотрьох ведучих телевізійного ток-шоу Високі підбори на bTV.
Вона розлучена з Божидаром Колевим, одним із власників мережі магазинів Технополіс, від нього має сина Костянтина.

## Літературна творчість
У 2006 році дебютувала у прозі романом Анатомія ілюзій, який розповідає історію драматичного кохання чоловіка та жінки з двох несумісних світів. Роман перевидавали шість разів. Далі вийшов роман Червоне золото (2007) – трилер, що розслідує незаконну торгівлю продуктами крові. Роман Скляні долі (2008) – це драма-трилер, який зображує небезпечну схильність людей брати власну еволюцію у свої руки. У 2009 році був опублікований її роман Чорнильний лабіринт, історичний трилер.
Її романи вже були перекладені англійською, російською, грецькою, турецькою, сербською мовами.
Деякі критики визначають Людмилу Філіпову як представницю чалга-літератури, тоді як інші заперечують, що ця комерційно орієнтована література має свою аудиторію.

## Фільмографія
У дитинстві вона знялася в кількох художніх фільмах, зокрема Собака в шухляді (1982), Ще не світає день (1984) та Шукаю чоловіка для мами (1985).

## Нагороди
Людмила Філіпова — лауреатка міжнародної літературної премії Югра.